# Nika Melia
Nikanor (Nika) Melia (gruzínsky: ნიკა მელია) (nar. 21. prosince 1979) je gruzínský politik a právník. Poslanec gruzínského parlamentu. V prosinci 2020, po rezignaci Grigola Vašadzeho, byl zvolen předsedou Sjednocené národní strany. Vystudoval mezinárodní vztahy na univerzitě Oxford Brookes University.